# Dret a morir
El dret a morir és un concepte ètic i jurídic que sosté la llibertat d'un ésser humà per acabar amb la seva vida o per sotmetre a eutanàsia voluntària. Habitualment s'al·ludeix a la possessió d'aquest dret per part de persones amb una malaltia terminal o sense la voluntat de continuar vivint, a les quals es pot permetre acabar amb la seva pròpia vida, rebutjar un tractament que perllongui la seva vida o l'ús del suïcidi assistit o l'eutanàsia. La qüestió de qui hauria de poder exercir aquest dret sol ser central al debat.
Alguns acadèmics i filòsofs com David Benatar consideren aquest debat en els termes del antinatalisme. A causa que els éssers humans no tenen capacitat d'agència en el seu naixement, ningú hauria de tenir autoritat sobre la decisió d'una persona de continuar vivint o de morir.
Els defensors del dret a morir solen associar-ho amb la idea que el propi cos i la pròpia vida són únicament propietat d'un mateix i s'ha de disposar d'ells com es consideri convenient. Així i tot, se sol contraposar un interès estatal legítim que impedeixi els suïcidis irracionals. Per exemple, Avital Pilpel i Lawrence Amsel consideren:
| « | Els defensors contemporanis del "suïcidi racional" o del "dret a morir" generalment exigeixen per "racionalitat" que la decisió de matar-se a un mateix sigui una elecció autònoma de l'agent (és a dir, que no s'hagi d'una pressió del metge o de la família per "fer el correcte" i suïcidar-se) que l'elecció sigui la "millor opció en aquestes circumstàncies" (desitjada pels estoics o els utilitaris), així com altres condicions naturals com que la decisió sigui estable, que no sigui una decisió impulsiva, que no s'hagi d'una malaltia mental, que es dugui a terme després d'una deliberació, etc. | » |

Les postures religioses entorn del suïcidi varien des de les pràctiques hinduistes i jainistes de suïcidi no violent a través del dejuni (prayopavesa i salekana, respectivament) fins a considerar-ho un pecat greu, com en el catolicisme.